# Alberts Lake
Alberts Lake är en sjö i Kanada.   Den ligger i provinsen Manitoba, i den centrala delen av landet, 2 100 km nordväst om huvudstaden Ottawa. Alberts Lake ligger 319 meter över havet. Arean är 14,7 kvadratkilometer. Den sträcker sig 9,3 kilometer i nord-sydlig riktning, och 5,4 kilometer i öst-västlig riktning.
I omgivningarna runt Alberts Lake växer i huvudsak barrskog. Trakten runt Alberts Lake är nära nog obefolkad, med mindre än två invånare per kvadratkilometer.